# Каліш-Поморський
Каліш Поморський (пол. Kalisz Pomorski, нім. Kallies) — місто в північно-західній Польщі.
На 31 березня 2014 року, у місті було 4 345 жителів .

## Демографія
Демографічна структура станом на 31 березня 2011 року:
|          | Загалом | Допрацездатний вік | Працездатний вік | Постпрацездатний вік |
| -------- | ------- | ------------------ | ---------------- | -------------------- |
| Чоловіки | 2072    | 449                | 1443             | 180                  |
| Жінки    | 2258    | 448                | 1386             | 424                  |
| Разом    | 4330    | 897                | 2829             | 604                  |